# Lotta greco-romana

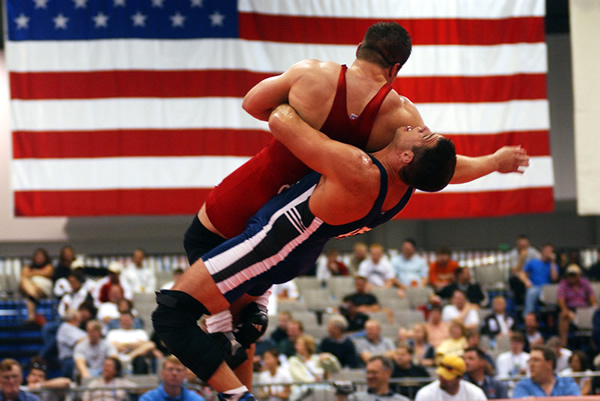
Due membri dell'aeronautica militare americana durante un incontro di lotta greco-romana. La tecnica eseguita è una proiezione con piegamento all'indietro, o german suplex, o più comunemente rovesciata.

La lotta greco-romana è una disciplina di sport da combattimento nata in Europa, il cui termine è stato coniato in Italia. A differenza della lotta libera, nella lotta greco-romana non si possono eseguire tecniche di atterramento o ribaltamento che prevedano azioni sulle gambe. È una disciplina dei giochi olimpici, e la federazione internazionale che rappresenta questa disciplina è la United World Wrestling (U.W.W.).

## Storia
Le origini della lotta greco-romana moderna risalgono al diciannovesimo secolo. Questo stile di combattimento fu creato in Europa in epoca risorgimentale, reso popolare in Italia dove fu coniato il suo nome, per poi venir diffuso in tutto il continente e venir incluso nelle Olimpiadi del 1896. Il termine "greco-romana" fu introdotto dal lottatore italiano Basilio Bartoletti per sottolinearne il valore storico.

## La tecnica e le regole
L'obiettivo principale nella lotta greco-romana consiste, nella lotta in piedi, nel riuscire a portare l'avversario al tappeto, attraverso proiezioni anche di grande ampiezza, con piegamento in avanti, con piegamento all'indietro, con rotazione del tronco; attraverso gli atterramenti con passaggio dietro o schiacciamento, per finire l'azione, se possibile, facendo poggiare entrambe le spalle a terra all'avversario previa immobilizzazione (schienamento). Nella lotta a terra l'obiettivo è uguale, ribaltare e se possibile schienare l'avversario attraverso l'azione di rotolamento, di stacco e proiezione o mediante l'azione sulle braccia e sul collo (mezza nelson ecc...). In caso di schienamento l'incontro viene interrotto e viene assegnata la vittoria. Se invece l'incontro si protrae per tutta la sua durata, che è di 6 minuti intervallato, vince chi ha conquistato più punti.
La lotta greco-romana (anche stile libero) prevede due fasi: lotta in piedi e lotta a terra. Nella lotta in piedi (clinch) si prevede l'impiego di una vasta gamma di tecniche di proiezione e atterramento applicate sfruttando lo squilibrio dell'avversario che viene creato durante l'azione di schermaglia: durante la schermaglia si costruiscono i presupposti per l'applicazione delle tecniche di proiezione o atterramento; essi vengono determinati dalla ricerca di una buona presa sull'avversario e, contemporaneamente, dall'applicazione di finte (inquadrate in una strategia) che hanno il fine di squilibrarlo.
Vengono definite combinazione una o più finte eseguite prima della tecnica reale di proiezione o atterramento. La lotta a terra invece, o è la prosecuzione di un'azione iniziata in piedi, o viene determinata dall'arbitro come penalità verso uno dei due lottatori allorché si sottrae alla lotta, rendendosi passivo. Anche la lotta a terra prevede una vasta gamma di tecniche finalizzate al ribaltamento, al controllo (molto importante la "presa della schiena", per avere il massimo dominio del rivale) e al possibile schienamento dell'avversario.
Occorre precisare che la reattività del lottatore è fortemente condizionata dalla sua condizione psicofisica e tende a decrescere durante l'incontro, rendendolo più vulnerabile agli attacchi di un avversario più prestante. Per questo motivo, la preparazione atletica è portata ai massimi livelli sotto il punto di vista della forza (allenamenti di pesi: pesistica, powerlifting, culturismo), della potenza (power training, pliometria, circuiti specifici) e della resistenza, potenza aerobica ed anaerobica (corsa/lotta a frequenze aerobiche-anaerobiche, circuit training, interval training).
I lottatori olimpici sono considerati quindi atleti tra i più completi.

## Nelle arti marziali miste
Grazie alla loro abilità in questo stile, numerosi atleti sono riusciti ad acquistare fama e gloria nelle arti marziali miste. Lottatori come Randy Couture (record di titoli vinti in UFC, anche in due categorie di peso differenti), Dan Henderson (unico uomo al mondo ad imporsi in due categorie di peso diverse nel Pride FC) e Matt Lindland, hanno dimostrato a forza di risultati l'importanza della lotta nel combattimento totale e sono stati i fondatori di ben due delle più note scuole a livello internazionale, che ogni anno attirano numerosi atleti da tutto il mondo: la XtremeCouture ed il Team Quest; entrambe propongono un concetto di MMA basato sulla lotta.
Nel 2009 debuttò nelle MMA anche Joe Warren, campione mondiale 2006 di lotta greco-romana e con soli tre mesi di allenamento batté il giapponese Yamamoto, considerato il migliore al mondo della categoria.
Dalle statistiche del sito Sherdog.com emerge che la lotta olimpica rappresenta la disciplina di provenienza con il maggior numero di vittorie nelle MMA.

## Nei giochi olimpici
La lotta olimpica è gestita da una sola federazione, la U.W.W. (United World Wrestling). La lingua ufficiale è il francese, in omaggio a Pierre de Coubertin che ha voluto la lotta tra gli sport olimpici.
La lotta greco-romana è uno dei due stili di lotta praticata alle Olimpiadi, l'altro stile è la lotta stile libero.
Il contesto per la pratica dei due stili (materassina, vestiario, arbitri, ecc.) è identico.
La differenza tra lo stile della lotta greco-romana e quello della lotta libera è rappresentata dal fatto che nella prima non si possono eseguire tecniche di atterramento o ribaltamento che prevedano azioni sulle gambe, come l'uso di prese alle gambe, tecniche di spazzata o intrecci, tecniche permesse invece nella lotta stile libero.
Il divieto delle tecniche sopracitate trova la sua spiegazione nella cultura estetica classica.
Ponendo, infatti, al centro dell'azione fisica determinati gruppi muscolari, in modo particolare enfatizzando l'intensità del gesto atletico a cui veniva sottoposto il lottatore, si mirava a uno sviluppo fisico e mentale strettamente legato ai valori estetici del tempo concernenti la resistenza e la potenza fisica. Un altro sport codificato nello stesso periodo allo stesso modo è stato il pugilato.
Inoltre, la lotta greco-romana assumeva anche una connotazione fortemente ritualistica, enfatizzando l'ego maschile alla ricerca del dominio e del possesso sull'avversario. Infatti, la lotta greco-romana è l'unico sport praticato ufficialmente da soli uomini, dimostrandosi così dal carattere fortemente maschile.